# 684
Cette page concerne l'année 684  du calendrier julien. Pour l'année 684 av. J.-C., voir 684 av. J.-C.
L'année 684 est une année bissextile qui commence un vendredi.

## Événements
- 3 janvier - 26 février : règne de Zhongzong en Chine. Il est déposé par sa mère la régente Wu Zetian au profit de son frère Ruizong qui règne jusqu'en 690[1].

- 26 juin : début du pontificat de saint Benoît II (fin en 685).
- 22 juin : Marwan Ier, un Marwanide, branche cousine des Omeyyades, prend le pouvoir à Damas (fin en 685)[2]. Guerre civile en Syrie entre Qaïsides (venus d’Arabie du Nord au moment de la conquête) et Khalbides (d’origine Yéménite), partisan d’Abd Allah ibn Zobair.

- Juillet : les Khalbides, vainqueurs à la bataille de Marj Rahit, permettent à Marwan de se faire reconnaître comme calife à Damas en août[2].

- Automne :
  - Razzias des Turcs orientaux dans le Shanxi en Chine du Nord (fin en 687)[3].
  - Les princes du sang menés par Li Jingye (en) se révoltent contre Wu Zetian à l’appel du poète Luo Binwang mais sont écrasés[4].

- 2 octobre : passage de la comète de Halley[5].
- 14 novembre : début du XIVe Concile de Tolède visant à approuver les décisions du troisième concile de Constantinople.

- L'empereur du Japon Tenmu décide de bâtir une cité-capitale selon un plan directeur à grille géométrique. La cour doit s’y installer ainsi que les divers rouages des gouvernements civils, religieux, centraux et provinciaux. Un réseau de routes reliant les provinces à la capitale est prévu. Fujiwara-kyō est inaugurée en 694 par l'impératrice Jitō[6].

- Début du mouvement des pénitents chiite à Koufa[7].

## Décès en 684
- Eustadiole, ascète chrétienne à Bourges, sainte (° en 594).
- 20 août : Philibert de Tournus, religieux français, fondateur des monastères de Jumièges et Noirmoutier (° v. 617 ou 618).
- Ebroïn, Maire du Palais de Neustrie de 658 à 675 et de 676 à 684.